# La Esmeralda, Chihuahua
La Esmeralda är en ort i Mexiko.   Den ligger i kommunen Hidalgo del Parral och delstaten Chihuahua, i den centrala delen av landet, 1 100 km nordväst om huvudstaden Mexico City. La Esmeralda ligger 1 757 meter över havet och antalet invånare är 119.
Terrängen runt La Esmeralda är kuperad åt nordost, men åt sydväst är den platt. Runt La Esmeralda är det mycket glesbefolkat, med 3 invånare per kvadratkilometer. Närmaste större samhälle är Hidalgo del Parral, 4,4 km öster om La Esmeralda. Omgivningarna runt La Esmeralda är i huvudsak ett öppet busklandskap.